# Священная гора
О мексиканском фильме 1973 года см. Священная гора (фильм)

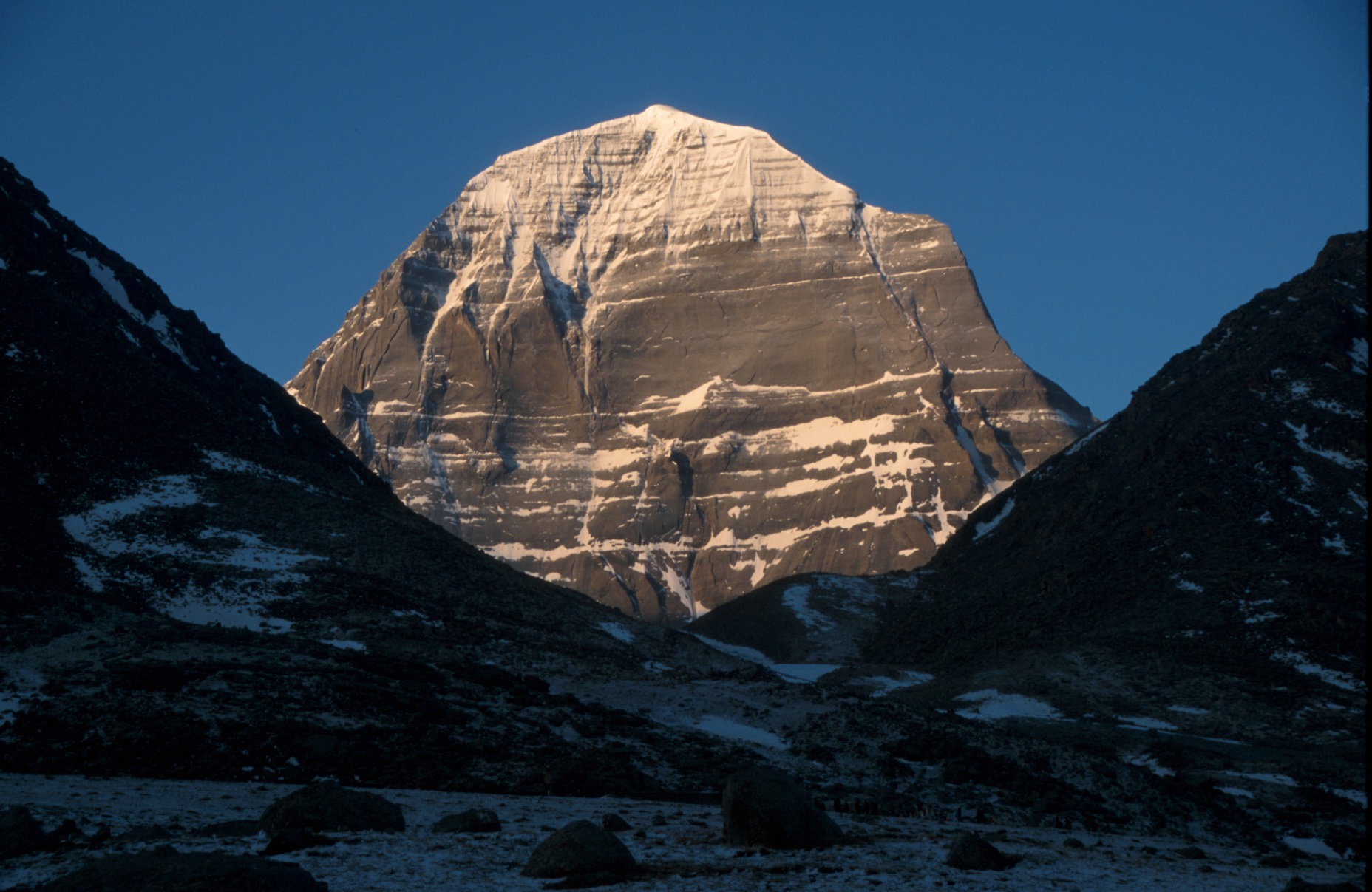
Кайлас — гора, священная для трёх религий: индуистов, буддистов и джайнистов

Священная гора — гора или холм, имеющие религиозное или культовое значение в некоторых религиях и верованиях. С древнейших времён горы воспринимались человеком как место на земле, ближайшее к небу как местопребыванию богов, и потому наделялись сакральным значением.
Почитание многих гор и вулканов изначально было связано с отправлением культа предков. Это наглядно видно на примере священных гор Китая. С ходом веков некоторые особо почитаемые вершины превратились в национальные символы соответствующих народов (как Фудзияма для японцев и Арарат для армян).
Горы, почитаемые некоторыми религиями (как, например, Меру или Хара Березайти), приобрели со временем абстрактное, мифическое значение, не привязанное к какой-то конкретной вершине. По аналогии с древом мира т.н. мировая гора воспринималась как центр мироздания, как мировая ось (лат. axis mundi), соединяющая миры земной (дольний) и небесный (горний).
Архетип священной горы был воспринят христианством. В средневековой Европе прославленными центрами почитания архангела Михаила стали Монте-Гаргано на побережье Адриатики, Мон-Сен-Мишель на берегу Ла-Манша, Сент-Майклс-Маунт в Корнуолле. Начиная с конца XV века на вершинах холмов стали обустраиваться комплексы часовен (кальварии), символически воспроизводящие Голгофу и иллюстрирующие крестный путь Христа.
В 1936 году немецкий режиссёр Арнольд Фанк снял киноленту «Священная гора», которую искусствоведы относят к жанру горных фильмов.